# 1998 SB63
1998 SB63 är en asteroid i huvudbältet som upptäcktes den 25 september 1998 av Beijing Schmidt CCD Asteroid Program vid Xinglong-observatoriet.
Asteroiden har en diameter på ungefär 10 kilometer och den tillhör asteroidgruppen Hansa.